# Olympische Sommerspiele 2016/Badminton (Qualifikation)
Für die Teilnahme an den Olympischen Sommerspielen 2012 im Badminton mussten die Athleten eine fast einjährige Qualifikation durchlaufen.

## Qualifizierte Athleten

### Herreneinzel
| Nr. | Ranking | Starter             | NOK                    | Anmerkung                                |
| --- | ------- | ------------------- | ---------------------- | ---------------------------------------- |
| 1   | 1       | Chen Long           | Volksrepublik China    |                                          |
| 2   | 2       | Lee Chong Wei       | Malaysia               |                                          |
| 3   | 3       | Lin Dan             | Volksrepublik China    |                                          |
| 4   | 4       | Viktor Axelsen      | Dänemark               |                                          |
| 5   | 5       | Jan Ø. Jørgensen    | Dänemark               |                                          |
| 6   | 7       | Chou Tien-chen      | Chinesisch Taipeh      |                                          |
| 7   | 8       | Tommy Sugiarto      | Indonesien             |                                          |
| 8   | 9       | Son Wan-ho          | Südkorea               |                                          |
| 9   | 10      | Ng Ka Long          | Hongkong               |                                          |
| 10  | 11      | Srikanth Kidambi    | Indien                 |                                          |
| 11  | 12      | Marc Zwiebler       | Deutschland            |                                          |
| 12  | 14      | Hu Yun              | Hongkong               |                                          |
| 13  | 15      | Rajiv Ouseph        | Vereinigtes Königreich |                                          |
| 14  | 16      | Lee Dong-keun       | Südkorea               |                                          |
| 15  | 20      | Boonsak Ponsana     | Thailand               |                                          |
| 16  | 27      | Shō Sasaki          | Japan                  |                                          |
| 17  | 32      | Nguyễn Tiến Minh    | Vietnam                |                                          |
| 18  | 35      | Pablo Abián         | Spanien                |                                          |
| 19  | 40      | Brice Leverdez      | Frankreich             |                                          |
| 20  | 42      | Raul Must           | Estland                |                                          |
| 21  | 48      | Kevin Cordón        | Guatemala              |                                          |
| 22  | 49      | Henri Hurskainen    | Schweden               |                                          |
| 23  | 51      | Yuhan Tan           | Belgien                |                                          |
| 24  | 52      | Wladimir Malkow     | Russland               |                                          |
| 25  | 56      | Adrian Dziółko      | Polen                  |                                          |
| 26  | 58      | Misha Zilberman     | Israel                 |                                          |
| 27  | 59      | Osleni Guerrero     | Kuba                   |                                          |
| 28  | 60      | Ygor Coelho         | Brasilien              |                                          |
| 29  | 61      | Scott Evans         | Irland                 |                                          |
| 30  | 62      | Artem Potschtarjow  | Ukraine                |                                          |
| 31  | 63      | Derek Wong Zi Liang | Singapur               |                                          |
| 32  | 64      | Howard Shu          | Vereinigte Staaten     |                                          |
| 33  | 65      | Pedro Martins       | Portugal               | Re-distributed host quota                |
| 34  | 68      | David Obernosterer  | Österreich             | Nachträglich verteilte Quotenplätze      |
| 35  | 70      | Martin Giuffre      | Kanada                 | Nachträglich verteilte Quotenplätze      |
| 36  | 72      | Petr Koukal         | Tschechien             | Nachträglich verteilte Quotenplätze      |
| 37  | 73      | Lino Muñoz          | Mexiko                 | Nachträglich verteilte Kontinentalplätze |
| 38  | 78      | Jacob Maliekal      | Südafrika              | Afrika                                   |
| 39  | 95      | Niluka Karunaratne  | Sri Lanka              | Tripartite Invitation                    |
| —   | 133     | Ashwant Gobinathan  | Australien             | Ozeanien                                 |
| —   | 254     | Dylan Soedjasa      | Neuseeland             | Ozeanien                                 |
| 40  | 280     | Sören Opti          | Suriname               | Tripartite Invitation                    |
| 41  | 406     | Jaspar Yu Woon Chai | Brunei                 | Tripartite Invitation                    |

### Dameneinzel
| Nr. | Ranking | Starter                  | NOK                    | Anmerkung                                    |
| --- | ------- | ------------------------ | ---------------------- | -------------------------------------------- |
| 1   | 1       | Carolina Marín           | Spanien                |                                              |
| 2   | 2       | Ratchanok Intanon        | Thailand               |                                              |
| 3   | 3       | Li Xuerui                | Volksrepublik China    |                                              |
| 4   | 4       | Wang Yihan               | Volksrepublik China    |                                              |
| 5   | 5       | Nozomi Okuhara           | Japan                  |                                              |
| 6   | 8       | Sung Ji-hyun             | Südkorea               |                                              |
| 7   | 6       | Saina Nehwal             | Indien                 |                                              |
| 8   | 9       | Tai Tzu-ying             | Chinesisch Taipeh      |                                              |
| 9   | 10      | P. V. Sindhu             | Indien                 |                                              |
| 10  | 11      | Akane Yamaguchi          | Japan                  |                                              |
| 11  | 14      | Bae Yeon-ju              | Südkorea               |                                              |
| 12  | 16      | Porntip Buranaprasertsuk | Thailand               |                                              |
| 13  | 17      | Kirsty Gilmour           | Vereinigtes Königreich |                                              |
| 14  | 18      | Michelle Li              | Kanada                 |                                              |
| 15  | 22      | Lindaweni Fanetri        | Indonesien             |                                              |
| 16  | 26      | Karin Schnaase           | Deutschland            |                                              |
| 17  | 27      | Line Kjærsfeldt          | Dänemark               |                                              |
| 18  | 29      | Tee Jing Yi              | Malaysia               |                                              |
| 19  | 30      | Yip Pui Yin              | Hongkong               |                                              |
| 20  | 33      | Iris Wang                | Vereinigte Staaten     |                                              |
| 21  | 35      | Liang Xiaoyu             | Singapur               |                                              |
| 22  | 36      | Kristína Gavnholt        | Tschechien             |                                              |
| 23  | 40      | Linda Setschiri          | Bulgarien              |                                              |
| 24  | 46      | Özge Bayrak              | Türkei                 |                                              |
| 25  | 47      | Vũ Thị Trang             | Vietnam                |                                              |
| 26  | 49      | Natalja Perminowa        | Russland               |                                              |
| 27  | 53      | Delphine Lansac          | Frankreich             |                                              |
| 28  | 56      | Jeanine Cicognini        | Italien                |                                              |
| 29  | 57      | Marija Ulitina           | Ukraine                |                                              |
| 30  | 59      | Elisabeth Baldauf        | Österreich             |                                              |
| 31  | 60      | Nanna Vainio             | Finnland               |                                              |
| 32  | 61      | Lianne Tan               | Belgien                |                                              |
| 33  | 63      | Sabrina Jaquet           | Schweiz                | Nachträglich verteilte Quotenplätze          |
| 34  | 64      | Chloe Magee              | Irland                 | Nachträglich verteilte Quotenplätze          |
| 35  | 65      | Telma Santos             | Portugal               | Nachträglich verteilte Tripartite Invitation |
| 36  | 66      | Kate Foo Kune            | Mauritius              | Afrika                                       |
| 37  | 67      | Kati Tolmoff             | Estland                | Nachträglich verteilte Tripartite Invitation |
| 38  | 70      | Lohaynny Vicente         | Brasilien              | Gastgeberquote                               |
| 39  | 71      | Laura Sárosi             | Ungarn                 | Nachträglich verteilte Tripartite Invitation |
| 40  | 73      | Wendy Chen               | Australien             | Ozeanien                                     |

### Herrendoppel
| Nr. | Ranking | Starter             | Partner            | NOK                    | Anmerkung  |
| --- | ------- | ------------------- | ------------------ | ---------------------- | ---------- |
| 1   | 1       | Lee Yong-dae        | Yoo Yeon-seong     | Südkorea               |            |
| 2   | 2       | Hendra Setiawan     | Mohammad Ahsan     | Indonesien             |            |
| 3   | 3       | Fu Haifeng          | Zhang Nan          | Volksrepublik China    |            |
| 4   | 4       | Kim Gi-jung         | Kim Sa-rang        | Südkorea               |            |
| 5   | 5       | Chai Biao           | Hong Wei           | Volksrepublik China    |            |
| 6   | 7       | Hiroyuki Endō       | Ken’ichi Hayakawa  | Japan                  |            |
| 7   | 8       | Mathias Boe         | Carsten Mogensen   | Dänemark               |            |
| 8   | 10      | Wladimir Iwanow     | Iwan Sosonow       | Russland               |            |
| 9   | 14      | Goh V Shem          | Tan Wee Kiong      | Malaysia               |            |
| 10  | 18      | Lee Sheng-mu        | Tsai Chia-hsin     | Chinesisch Taipeh      |            |
| 11  | 19      | Marcus Ellis        | Chris Langridge    | Vereinigtes Königreich |            |
| 12  | 20      | Manu Attri          | B. Sumeeth Reddy   | Indien                 |            |
| 13  | 27      | Adam Cwalina        | Przemysław Wacha   | Polen                  |            |
| 14  | 28      | Michael Fuchs       | Johannes Schöttler | Deutschland            |            |
| 15  | 35      | Sattawat Pongnairat | Phillip Chew       | Vereinigte Staaten     | Panamerika |
| 16  | 46      | Matthew Chau        | Sawan Serasinghe   | Australien             | Ozeanien   |

### Damendoppel
| Nr. | Ranking | Starter                   | Partner                 | NOK                    | Anmerkung  |
| --- | ------- | ------------------------- | ----------------------- | ---------------------- | ---------- |
| 1   | 1       | Misaki Matsutomo          | Ayaka Takahashi         | Japan                  |            |
| 2   | 2       | Nitya Krishinda Maheswari | Greysia Polii           | Indonesien             |            |
| 3   | 3       | Tang Yuanting             | Yu Yang                 | Volksrepublik China    |            |
| —   | 4       | Tian Qing                 | Zhao Yunlei             | Volksrepublik China    |            |
| 4   | 5       | Christinna Pedersen       | Kamilla Rytter Juhl     | Dänemark               |            |
| 5   | 6       | Jung Kyung-eun            | Shin Seung-chan         | Südkorea               |            |
| 6   | 7       | Luo Ying                  | Luo Yu                  | Volksrepublik China    |            |
| 7   | 8       | Chang Ye-na               | Lee So-hee              | Südkorea               |            |
| 8   | 11      | Eefje Muskens             | Selena Piek             | Niederlande            |            |
| 9   | 14      | Jwala Gutta               | Ashwini Ponnappa        | Indien                 |            |
| 10  | 15      | Gabriela Stoewa           | Stefani Stoewa          | Bulgarien              |            |
| 11  | 17      | Puttita Supajirakul       | Sapsiree Taerattanachai | Thailand               |            |
| 12  | 21      | Vivian Hoo Kah Mun        | Woon Khe Wei            | Malaysia               |            |
| 13  | 22      | Poon Lok Yan              | Tse Ying Suet           | Hongkong               |            |
| 14  | 23      | Carla Nelte               | Johanna Goliszewski     | Deutschland            |            |
| 15  | 26      | Heather Olver             | Lauren Smith            | Vereinigtes Königreich |            |
| 16  | 29      | Eva Lee                   | Paula Obanana           | Vereinigte Staaten     | Panamerika |

### Mixed
| Nr. | Ranking | Starter                 | Partner             | NOK                    | Anmerkung  |
| --- | ------- | ----------------------- | ------------------- | ---------------------- | ---------- |
| 1   | 1       | Zhang Nan               | Zhao Yunlei         | Volksrepublik China    |            |
| 2   | 2       | Tontowi Ahmad           | Liliyana Natsir     | Indonesien             |            |
| 3   | 3       | Ko Sung-hyun            | Kim Ha-na           | Südkorea               |            |
| 4   | 4       | Xu Chen                 | Ma Jin              | Volksrepublik China    |            |
| 5   | 5       | Joachim Fischer Nielsen | Christinna Pedersen | Dänemark               |            |
| 6   | 7       | Chris Adcock            | Gabrielle Adcock    | Vereinigtes Königreich |            |
| 7   | 8       | Praveen Jordan          | Debby Susanto       | Indonesien             |            |
| 8   | 10      | Chan Peng Soon          | Goh Liu Ying        | Malaysia               |            |
| 9   | 12      | Lee Chun Hei            | Chau Hoi Wah        | Hongkong               |            |
| 10  | 14      | Bodin Isara             | Savitree Amitrapai  | Thailand               |            |
| 11  | 15      | Jacco Arends            | Selena Piek         | Niederlande            |            |
| 12  | 16      | Michael Fuchs           | Birgit Michels      | Deutschland            |            |
| 13  | 17      | Robert Mateusiak        | Nadieżda Zięba      | Polen                  |            |
| 14  | 18      | Kenta Kazuno            | Ayane Kurihara      | Japan                  |            |
| 15  | 27      | Phillip Chew            | Jamie Subandhi      | Vereinigte Staaten     | Panamerika |
| 16  | 34      | Robin Middleton         | Leanne Choo         | Australien             | Ozeanien   |

## Teilnehmer nach NOK
| NOK                    | Männer | Männer | Frauen | Frauen | Mixed | Total       | Total    |
| NOK                    | Einzel | Doppel | Einzel | Doppel | Mixed | Startplätze | Athleten |
| ---------------------- | ------ | ------ | ------ | ------ | ----- | ----------- | -------- |
| Australien             |        | 1      | 1      |        | 1     | 3           | 5        |
| Österreich             | 1      |        | 1      |        |       | 2           | 2        |
| Belgien                | 1      |        | 1      |        |       | 2           | 2        |
| Brasilien              | 1      |        | 1      |        |       | 2           | 2        |
| Brunei                 | 1      |        |        |        |       | 1           | 1        |
| Bulgarien              |        |        | 1      | 1      |       | 2           | 3        |
| Kanada                 | 1      |        | 1      |        |       | 2           | 2        |
| Volksrepublik China    | 2      | 2      | 2      | 2      | 2     | 10          | 15       |
| Kuba                   | 1      |        |        |        |       | 1           | 1        |
| Tschechien             | 1      |        | 1      |        |       | 2           | 2        |
| Dänemark               | 2      | 1      | 1      | 1      | 1     | 6           | 8        |
| Estland                | 1      |        | 1      |        |       | 2           | 2        |
| Finnland               |        |        | 1      |        |       | 1           | 1        |
| Frankreich             | 1      |        | 1      |        |       | 2           | 2        |
| Deutschland            | 1      | 1      | 1      | 1      | 1     | 5           | 7        |
| Vereinigtes Königreich | 1      | 1      | 1      | 1      | 1     | 5           | 8        |
| Guatemala              | 1      |        |        |        |       | 1           | 1        |
| Hongkong               | 2      |        | 1      | 1      | 1     | 5           | 7        |
| Ungarn                 |        |        | 1      |        |       | 1           | 1        |
| Indien                 | 1      | 1      | 2      | 1      |       | 5           | 7        |
| Indonesien             | 1      | 1      | 1      | 1      | 2     | 6           | 10       |
| Irland                 | 1      |        | 1      |        |       | 2           | 2        |
| Israel                 | 1      |        |        |        |       | 1           | 1        |
| Italien                |        |        | 1      |        |       | 1           | 1        |
| Japan                  | 1      | 1      | 2      | 1      | 1     | 6           | 9        |
| Malaysia               | 1      | 1      | 1      | 1      | 1     | 5           | 8        |
| Mauritius              |        |        | 1      |        |       | 1           | 1        |
| Mexiko                 | 1      |        |        |        |       | 1           | 1        |
| Niederlande            |        |        |        | 1      | 1     | 2           | 3        |
| Polen                  | 1      | 1      |        |        | 1     | 3           | 5        |
| Portugal               | 1      |        | 1      |        |       | 2           | 2        |
| Russland               | 1      | 1      | 1      |        |       | 3           | 4        |
| Singapur               | 1      |        | 1      |        |       | 2           | 2        |
| Südafrika              | 1      |        |        |        |       | 1           | 1        |
| Südkorea               | 2      | 2      | 2      | 2      | 1     | 9           | 14       |
| Spanien                | 1      |        | 1      |        |       | 2           | 2        |
| Sri Lanka              | 1      |        |        |        |       | 1           | 1        |
| Suriname               | 1      |        |        |        |       | 1           | 1        |
| Schweden               | 1      |        |        |        |       | 1           | 1        |
| Schweiz                |        |        | 1      |        |       | 1           | 1        |
| Chinesisch Taipeh      | 1      | 1      | 1      |        |       | 3           | 4        |
| Thailand               | 1      |        | 2      | 1      | 1     | 5           | 7        |
| Türkei                 |        |        | 1      |        |       | 1           | 1        |
| Ukraine                | 1      |        | 1      |        |       | 2           | 2        |
| Vereinigte Staaten     | 1      | 1      | 1      | 1      | 1     | 5           | 7        |
| Vietnam                | 1      |        | 1      |        |       | 2           | 2        |
| Gesamt: 46 NOK         | 41     | 16     | 40     | 16     | 16    | 129         | 172      |